# 조자 폭스
조자 안 폭스(Jorja An Fox, 1968년 7월 7일 ~ )는 미국의 여성 배우다.

## 출연 작품

### TV 시리즈
- 치킨 리틀 (Chicken Little)
- 웨스트 윙 (The West Wing)
- 미싱 퍼슨 (Missing person)
- ER (텔레비전)

### 영화
- 《메멘토 (Memento)》
- 《헝그리 바셸로스 클럽 (Hungry Bachelor's Club)》
- 《다운 위드 존시스 (Down with the Joneses)》

### 현재 출연 작품
- 《CSI 과학수사대》 (한국어 성우:윤성혜)